# 魅惑のチキルーム"ゲット・ザ・フィーバー"
魅惑のチキルーム"ゲット・ザ・フィーバー！"（みわく- , The Enchanted Tiki Room Now Playing "Get the Fever!"）とは、
1999年から2008年まで公開されていた東京ディズニーランドのアドベンチャーランドにある音楽会形式のアトラクション。
2008年7月以降は使用楽曲やキャラクター、ストーリーがリニューアルされ、「魅惑のチキルーム：スティッチ・プレゼンツ　“アロハ・エ・コモ・マイ”」が公演されている。

## 概要
| 魅惑のチキルーム"ゲット・ザ・フィーバー" | 魅惑のチキルーム"ゲット・ザ・フィーバー" | 魅惑のチキルーム"ゲット・ザ・フィーバー" | 魅惑のチキルーム"ゲット・ザ・フィーバー" |
| ---------------------------------------- | ---------------------------------------- | ---------------------------------------- | ---------------------------------------- |
| オープン日                               | オープン日                               | 1999年10月15日                           | 1999年10月15日                           |
| クローズ日                               | クローズ日                               | 2008年1月27日                            | 2008年1月27日                            |
| スポンサー                               | スポンサー                               | みずほ証券                               | みずほ証券                               |
| 所要時間                                 | 所要時間                                 | 約13分（メインショー約10分）             | 約13分（メインショー約10分）             |
| 定員                                     | 定員                                     | 344人                                    | 344人                                    |
| 利用制限                                 |                                          | なし                                     | なし                                     |
| ファストパス                             | ファストパス                             |                                          | 対象外                                   |
| シングルライダー                         | シングルライダー                         |                                          | 対象外                                   |

このアトラクションは、東京ディズニーランドのグランドオープン日から1999年まで存在していた「魅惑のチキルーム」というアトラクションをリニューアルしたものである。
前身ではポリネシアンやハワイアンミュージックを使用していたが、「ゲット・ザ・フィーバー！」ではポップス系の音楽が多数使用され、より現代的に転身。登場するキャラクターたちも「魅惑のチキルーム」のメインホスト、ホセ、ジョニー、ピエール、フリッツという4羽の鳥からバディ、スキャッツ、ダンノ、ラーヴァという4羽に変更された。
なおこのリニューアル時には建物の外観についてはほとんど変化せず、アトラクションのロゴが「ゲット・ザ・フィーバー！」に変更される程度にとどまった。
プレショーで使用されていた、滝が開く装置は現在は使用されていない。
また、アトラクションのキーワードとなる「チキ」とは、ポリネシアの神話に登場する神々のことである。

## ストーリー
「魅惑のチキルーム」時代の鳥たちが居なくなったことで、チキの神様が再び深い眠りについてしまっていた。
そんな時、ラスベガスでの公演を終えたばかりの鳥たちのスーパースター、バディ、スキャッツ、ダンノ、ラーヴァの4羽がチキルームに集結。
チキの神様を目覚めさせるために歌いだす。

## プレショー
「魅惑のチキルーム」にはペリー、モーリアという2羽の鳥が出演するプレショーが存在したが、今作ではビッグビーキー・B、2カンDJという2羽のオオハシが登場する。
ペリーとモーリアは喋るだけだったが、ビッグビーキー・B、2カンDJはラップミュージックにあわせてアトラクションのストーリーを紹介するという内容になった。

## 登場キャラクター
バディ
声：つのだひろ
太く低い声が魅力的な4羽のリーダー。
燕尾服のような黒と白の羽を持ち、蝶ネクタイと金鎖、胸ポケットには赤いハンカチを差している。
ゲストに敬語で声をかけるなど礼儀正しいが、スキャッツの「女の子がいなきゃダメ」という台詞に笑って同意するなど、
ノリのいい性格であることがうかがえる。
スキャッツ
声：つのだひろ
ファンキーでお調子者、ハスキーなダミ声が特徴的。
青い羽をしており、金のネックレスをつけ、赤いサングラスをかけている。
女の子が大好きで、ショーの最中でもコーラスガールを口説いたり、ゲストに「彼氏募集中のインコを飼っている人」がいないか尋ねたりしている。
星占いが日課。
ダンノ
声：高尾直樹
花の首飾り（レイ）をつけたおしゃれな伊達男。
オレンジ、緑、黄色といった鮮やかな羽をしている。
歌のソロパートの多くを担当し、実質的なショーの主役である。
ラーヴァ
声：今陽子
セクシーな紅一点。
赤やピンク色の羽を持ち、アクセサリーや白くふわふわとした飾り羽を着けている。
スキャッツをたしなめたり、“情熱的”な歌でチキの神様を目覚めさせるなど、大人の女性として位置づけられている。
バーズ・オブ・リオ
舞台中央に登場する純白の羽とレモンイエローの飾り羽を持つコーラスガールズ。
それぞれ足元の枝にネームプレートをつけている。
ダンノの歌う「ホット・ホット・ホット」のコーラスでショーを華やかに盛り上げる。
ビッグビーキー・B
声：前島正義（いんぐりもんぐり）
プレショーに登場する、ニューヨークから来たオオハシコンビ「ビーキーボーイズ」の片割れ。
オレンジ、黄色の羽をしており、黒いサングラスをかけ、低い声でラップを歌う。
名前、コンビ名は「Beaky」→「クチバシ」と思われる。
2カンDJ
声：永島浩之（いんぐりもんぐり）
同じく、オオハシコンビ「ビーキーボーイズ」の片割れ。
緑、黄色、紫色の羽を持ち、眼鏡をかけ、帽子とネックレスを身につけている。
相方とは逆に高音の声で歌い、くちばしでレコードスクラッチを披露する。
名前の由来は「2can」→「Two can」→「Toucan（オオハシの意）」と思われる。

## 使用楽曲
- チキ・チキ・チキ・ルーム
- イン・ザ・サマータイム
- ホット・ホット・ホット
- フィーバー
- 君のようになりたい

## 再リニューアル
上述の通り、本アトラクションは「魅惑のチキルーム」からリニューアルが行われたものであったが、東京ディズニーランド公式サイト内イベント情報にて、「魅惑のチキルーム：スティッチ・プレゼンツ“アロハ・エ・コモ・マイ！”」として2008年7月25日に再リニューアルすることが発表された。
これが実施されたことで、東京ディズニーランド内で同じアトラクションが2回以上リニューアルされるのは初めてとなった。